# Годелья
Годелья (валенс. Godella, ісп. Godella) — муніципалітет в Іспанії, у складі автономної спільноти Валенсія, у провінції Валенсія. Населення — 13 288 осіб (2010).

## Географія
Муніципалітет розташований на відстані близько 300 км на схід від Мадрида, 5 км на північ від Валенсії.

## Демографія
Динаміка населення (INE ):

## Галерея зображень

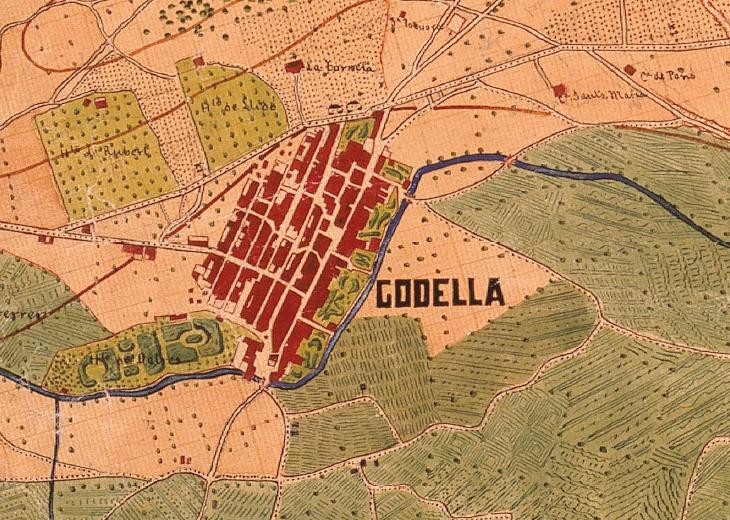
Годелья у 1883 році
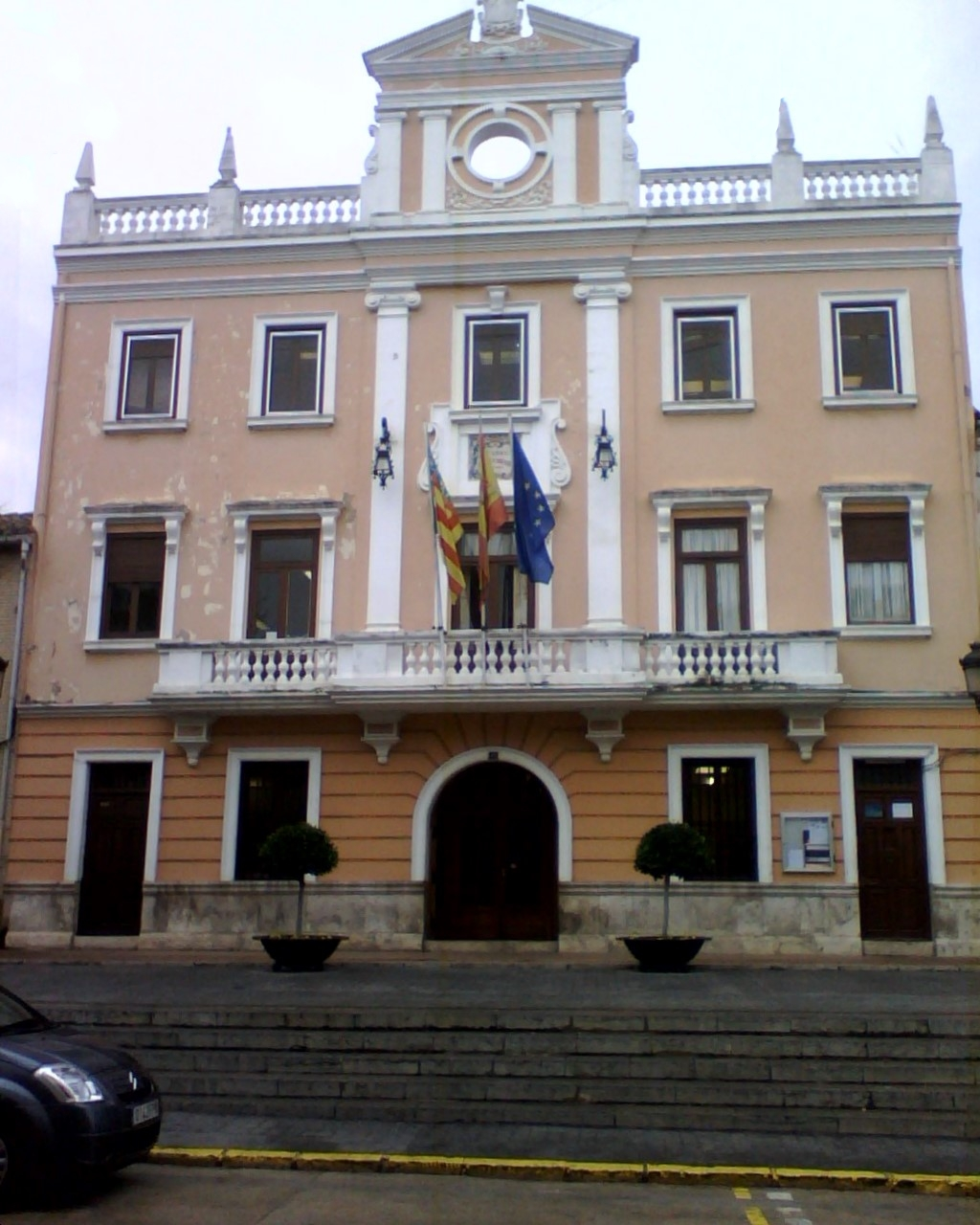
Муніципальна рада у 2008 році